# Arci Muñoz
Ramona Cecilia Muñoz Datuin (12 de enero de 1989, Ciudad Quezón), conocida artísticamente como Arci Muñoz. Es una actriz y cantante filipina. Arci es la vocalista de la banda de rock Philia. Muñoz firmó un contrato con la red televisiva "GMA Network", más adelante se retiró de dicho canal y fue reemplazada por Annabelle Rama. 

## Carrera
A mediados del 2010, Arci Moñoz firmó un contrato de 2 años exclusivamente en la red "TV5" y más adelante por "GMA Network". Muñoz sigue siendo consideranda para unirse a un concurso de belleza llamada, "Binibining Pilipinas" o Miss Tierra Filipinas".

## Vida personal
En sus primeros años en la Universidad, estuvo estudiando "Bellas Artes", más adelante se retiró de sus estudios superiores. Ella fue novia del cantante Kean Cipriano, vocalista de la banda Callalily. Arci Muñoz se encuentra actualmente con una con el músico, Kelvin Yu, el bajista de la banda Itchyworms.

## Filmografía
| Televisión   | Televisión                                 | Televisión           | Televisión  |
| ------------ | ------------------------------------------ | -------------------- | ----------- |
| Año          | Título                                     | Personaje            | Canal       |
| 2005         | StarStruck: The Nationwide Invasion        | Herself              | GMA Network |
| 2006         | Agawin Mo Man Ang Lahat                    | Chantal              | GMA Network |
| 2006         | Bakekang                                   | Nicole               | GMA Network |
| 2007         | Princess Charming                          | Pamela               | GMA Network |
| 2007         | Pati Ba Pintig ng Puso                     | Claire               | GMA Network |
| 2007         | Zaido: Pulis Pangkalawakan                 | Amasonang Puti/Stacy | GMA Network |
| 2008         | Maging Akin Ka Lamang                      | Olive Paruel         | GMA Network |
| 2008         | Ako si Kim Samsoon                         | Lourdes              | GMA Network |
| 2008         | Maynila                                    | Various              | GMA Network |
| 2008         | Saan Darating Ang Umaga                    | Bianca               | GMA Network |
| 2009         | Ganti ng Puso                              | Annie                | GMA Network |
| 2009         | Maynila: Death, Be Not Proud               | Ruby                 | GMA Network |
| 2009         | Ngayon at Kailanman                        | Donna Benitez        | GMA Network |
| 2009         | StarStruck V                               | Co-host              | GMA Network |
| 2010         | Diva                                       | Natalie              | GMA Network |
| 2010         | Langit sa Piling Mo                        | Melanie Tecson       | GMA Network |
| 2010         | Untold Stories Mula sa Face To Face        | Jennica              | TV5         |
| 2010         | My Driver Sweet Lover                      | Monique Barrinuevo   | TV5         |
| 2010         | Midnight DJ                                | Rosa                 | TV5         |
| 2011         | Midnight DJ                                | Eden                 | TV5         |
| 2011         | Mga Nagbabagang Bulaklak                   | Dahlia Flores        | TV5         |
| 2011         | Ang Utol Kong Hoodlum                      | Vanessa              | TV5         |
| 2011–present | Lokomoko                                   | Herself              | TV5         |
| 2012         | Felina: Prinsesa ng mga Pusa               | Felina               | TV5         |
| 2012         | Pidol's Wonderland                         | Various              | TV5         |
| 2012         | The Jose and Wally Show Starring Vic Sotto | Alexandra Vergara    | TV5         |
| 2012         | Wil Time Bigtime                           | Celebrity contestant | TV5         |
| 2013         | Wowowillie                                 | Herself/co-host      | TV5         |
| 2013         | Undercover                                 | Julia Velasco        | TV5         |